# Рафаэль Медина де Фернандес и Кордова
Рафаэль де Медина и Фернандес де Кордова (исп. Rafael de Medina y Fernández de Córdoba; 10 августа 1942, Кадис — 6 августа 2001, Севилья) — испанский бизнесмен и аристократ, 19-й герцог Ферия, 17-й маркиз де Вильяльба и гранд Испании (1969—2001).

## Биография
Родился 10 августа 1942 года в Кадисе. Второй сын Рафаэля де Медины-и-Вилальонги (1905—1992) и Виктории Евгении Фернандес де Кордова (1917—2013), герцогини Мединасели (1956—2013). Он изучал экономику в Севилье и Мадриде, а позже переехал в Англию, где был студентом Лондонской школы экономики. Предприниматель, с самого раннего возраста он посвятил себя управлению семейными активами и бизнесом. Он был менеджером семейного предприятия по производству искусственной кожи, расположенного в Пиласе (провинция Севилья).
Он получил титул герцога Ферия вместе с грандом Испании в 1969 году, к которому был добавлен титул маркиза де Вильяльба и хозяина Real Maestranza de Sevilla.
14 июля 1977 года он женился на испанской фотомодели и светской львице Нати Абаскаль (р. 1943) в эрмитаже Росио, в Альмонте (провинция Уэльва). Супруги, у которых было двое детей, Рафаэль и Луис, развелись в 1988 году.

## Судебные дела
6 марта 1993 года он попал в тюрьму «Севилья-1» по обвинению в похищении 5-летней девочки. За несколько дней до этого он сделал несколько заявлений в журнале Hello! в котором он признался в своем влечении к молодым женщинам. В ходе предварительного следствия, в середине мая, журнал Interviú опубликовал репортаж о герцоге, в котором он предстал с несколькими обнаженными девушками, для чего его вызвали для дачи показаний и обвинили в новом преступлении по растлению несовершеннолетних .
После приговора к 18 годам лишения свободы он был временно отстранен от дворянской регистрации в Книге грандов. В 1994 году его бывшая жена потребовала компенсации в размере 68 миллионов песет (410 000 евро) для их детей из-за причиненного им нематериального ущерба и выплаты пенсии, которую герцог не выплатил. По этой причине 3 августа 1994 года он был приговорен к месячному аресту и штрафу в размере 100 000 песет (600 евро) за неуплату.
Приговор к 18 годам он обжаловал в Верховном суде, который 15 февраля 1995 года сократил его срок до 9 лет лишения свободы. Позже он попал во вторую степень тюрьмы, а через несколько дней попросился работать в тюремную прачечную, чтобы выкупить часть приговора. 2 мая 1998 года он был освобожден из тюрьмы условно, но должен был вернуться через десять дней за вождение в нетрезвом виде по Севилье и ранение трех человек.
6 августа 2001 года в возрасте 59 лет Рафаэль Медина и Фернандес де Кордова был найден мертвым в своей резиденции в Каса-де-Пилатос, Севилья, после передозировки барбитуратов.